# Abdul Qadir
Abdul Qadir (Herat, 1944 - abril de 2014) era un militar y político afgano. Se desempeñó como líder de su país por 3 días, cuando el Partido Democrático Popular de Afganistán (PDPA) tomó el poder en abril de 1978 y declaró la fundación de la República Democrática de Afganistán.

## Inicios en la vida militar
Fue educado en una escuela secundaria militar y en la Academia Militar de Kabul, pero se entrenó como piloto en la Escuela Superior de Aviación Militar de Kiev en la Unión Soviética. A principios de la década de 1960, junto con varios otros oficiales de la Fuerza Aérea, fue miembro de una sociedad ilegal llamada Maqsudi.

## Enla República de Daud
En 1973 fue uno de los líderes del golpe de Estado que derribó la monarquía y convirtió en presidente a Mohammed Daud Khan. El ex primer ministro Daud lideró el golpe junto al General Abdul Mustaghi, que había sido Jefe del Estado Mayor de las Fuerzas Armadas. El trabajo de Mustaghi en el golpe fue eclipsado por el de los jóvenes oficiales, lo que incluía al mayor tayik Abdul Qadir, y al ingeniero Pacha Gul Wafadar, ambos de la Fuerza Aérea, y a Mohammad Aslam Watanjar y Faiz Mohammed del Ejército.
Daud prometió una radical reforma agraria, la legalización de los partidos políticos y otras reformas. Al Parcham (ala moderada del PDPA, partido comunista) le fueron ofrecidos cuatro puestos ministeriales en el gobierno de Daud. Como miembro del Parcham, Qadir fue nombrado comandante adjunto del Estado Mayor de la Fuerza Aérea y Defensa Aérea (y ascendido a teniente coronel), mientras otro adherente al partido, el mayor Zia Mohammadzi Zia, fue designado Jefe del Ejército. Sin embargo, en 1974 Daud removió y degradó a muchos de los ministros del Parcham en su gobierno. Así, Qadir fue degradado a jefe de los mataderos públicos de Kabul. Muchos adherentes al Parcham, incluyendo al mayor Qadir, cambiaron su afiliación política y adhirieron al Jalq (ala radical del PDPA).
En 1974 fundó y dirigió una organización clandestina llamada Frente Unido de los Comunistas de Afganistán, que incluía a la Fuerza Aérea y comenzó la preparación de un golpe para derrocar a Daud. El estricto secreto llevó a que Daud, sin considerar a Qadir un rival peligroso, le nombrara de nuevo en 1977 como Jefe de Estado Mayor de la Fuerza Aérea y Defensa Aérea.

## Revolución de abril de 1978
Repentinamente, en abril de 1978, Daoud y su ministro del Interior de línea dura, el general Abdul Qadir Khan Nuristani, lanzaron una sorpresiva represión contra el PDPA. Los hechos demostraron que se trató de un error de cálculo. Qadir y el coronel Mohammad Aslam Watanjar, otro destacado miembro del PDPA en las Fuerzas Armadas, escaparon por poco al arresto y en las primeras horas del 27 de abril Hafizullah Amín lograba transmitir clandestinamente la orden de iniciar la Revolución.
Qadir fue el líder de los escuadrones aéreos que atacaron la estación de radio y TV. Ordenó también el ataque contra el palacio presidencial. El comandante de los tanques en el terreno era el coronel Aslam Watanjar, del primer batallón de la cuarta brigada de tanques. Juntas, las tropas bajo su mando tomaron Kabul. El gobierno cayó, y Daud fue asesinado.
A las 7:00 P. m. del 27 de abril, Qadir anunció en la Radio Afganistán, en lengua dari, que se había establecido un Consejo Revolucionario de las Fuerzas Armadas, que lo tenía a él mismo como jefe. La declaración de principios inicial del consejo, adoptada en la tarde del 27 de abril, era una vaga afirmación de ideales islámicos, democráticos y no alineados:

«Por primera vez en la historia de Afganistán, los últimos vestigios de la monarquía, la tiranía, el despotismo... han terminado, y todos los poderes del Estado están en manos del pueblo de Afganistán.»

El Consejo estaba formado por Qadir, Amín, y el mayor Mohammad Aslam Watanjar, y asumió el control del país hasta que se formara un gobierno civil.

## Gobierno comunista
El 30 de abril, el recientemente creado Consejo Revolucionario de la República Democrática de Afganistán (cuyo liderazgo ejercían Nur Mohammad Taraki y Babrak Karmal) dictó los primeros de una serie de importantes decretos. El primero abolía formalmente el consejo militar. Un segundo decreto, adoptado el 1.º de mayo, designaba a los miembros del primer gabinete, que incluía a Qadir como Ministro de Defensa.
Ocupó ese cargo durante tres meses. En tal calidad, el 6 de mayo Qadir pidió consejo a los soviéticos sobre qué hacer con las personas que se encontraban arrestadas. El 17 de agosto, Qadir, todavía ministro de defensa, fue él mismo arrestado por su participación en una conspiración supuestamente organizada por los miembros del Parcham exiliados en el extranjero. Torturado y condenado a muerte (conmutada a 15 años de prisión). El presidente Taraki no se atrevió a ordenar su muerte porque Qadir conservaba popularidad en las Fuerzas Armadas. En cambio, fue condenado a 15 años en prisión. El primer ministro Amín informó más tarde:

«El partido fue incapaz de hacer de Qadir un verdadero marxista-leninista, preparado para resistirse a toda influencia negativa. Ese fue nuestro error.»

Amín asesinó a Taraki y tomó todo el poder en sus manos, desatando un terrible ola represiva, lo que provocó la intervención soviética en la guerra de Afganistán en 1979 que asesinó a Amín. Qadir fue liberado de la cárcel con la nueva administración de Babrak Karmal. Kabul quedó bajo estado de sitio. Los puentes fueron bloqueados, se establecieron barreras y emboscadas ocultas en todos los caminos que llevaban a la ciudad. Qadir fue nombrado comandante de la ciudad. En enero de 1980 fue nombrado Jefe del Departamento de Defensa y Justicia del Comité Central del PDPA e incluido en el Presidium del Consejo Revolucionario. En abril ascendió a Mayor General.
El 4 de enero de 1982 fue nombrado interinamente Ministro de Defensa, después de que el anterior, un Parcham llamado Mohammed Rafi fue enviado a estudiar a Moscú. El 23 de septiembre fue confirmado en el cargo, por considerarlo un comandante con más energía que Rafi. Fue elegido miembro del Politburó del PDPA el 12 de diciembre y el 14 de abril de 1983 fue promovido a Coronel General.
El 4 de diciembre de 1984 fue transferido a Vicepresidente del Consejo Revolucionario, cargo que ocupó hasta el 21 de noviembre de 1985.

## Retiro
Como parte de los cambios en el liderazgo del país, renunció al Politburó del PDPA en noviembre de 1985; en octubre del año siguiente fue designado embajador en Polonia por el presidente Mohammad Najibullah. Fue convocado nuevamente a Afganistán en 1988, siendo electo al parlamento. En 1990, participó en el fallido intento de golpe de Estado del general Sahnavaz Tanai. Se cree que posteriormente voló hacia Bulgaria y solicitó asilo político.
El experto en historia y política de Afganistán F. Slinkina dio una caracterización de Abdul-Qadir:

Parece que el Sr. Qadir fue sinceramente admirador de la Unión Soviética. Todos los que lo conocieron de cerca en el trabajo tomaron nota de su profesionalismo, integridad, agudo sentido del patriotismo, el deber y el honor de oficial y, en el mismo temperamento, una excesiva rigidez y rectitud en las relaciones con los subordinados y superiores.